# Дамян Шишковски
Дамян Шишковски (на македонска литературна норма: Дамјан Шишковски) е футболист от Северна Македония, който играе като вратар за Докса Катокопия. Част от състава за Евро 2020.